# 卡普又灣與塔都木洛
卡普又灣與塔都木洛（Tatumulao），是台灣卑南族南王部落傳說中的一對兄妹，為竹生始祖的後代，照著母親的指示創造了山上的動物。

## 身世
卡普又灣和塔都木洛是竹生始祖巴辜馬賴（Pagumalay/Pakomarai/Pakmalai）和芭谷穆莎（Pagumsir/Pskoshiselu/Pakoshiser/Pagumuser）的兒女，也就是從奴努勞（Nunur）開始算起的第三代人類。

## 神話

### 創造動物

#### 尋找母親
在兄妹倆還小的時候，某天懷上第三胎的母親芭谷穆莎決定前往西方部落沙麓綺綬克（Salugisok）買食物，然而卻一去不返，就這樣過了好幾年，思念母親的兄妹決定帶著母親織布用的板子（Tata，與知本部落類似神話章節中的主角妲妲同音）去找母親，他們最後在沙麓綺綬克的大門口看到一個因為肚子太大而無法走路的孕婦，對方就是失蹤多年的芭谷穆莎，芭谷穆莎用他們帶來的板子認出自己的孩子後，將自己所買的東西交給他們，其中包括陸稻、乾果、野豆、甘藷、南瓜和小米等作物的種子、以及百步蛇、螃蟹、野雞、蜈蚣等動物和一些苧麻，並且告訴他們那些東西的使用方法。

#### 使用
回到家的兄妹想遵照母親的指示，將苧麻線整理好後喚來南風，整理好家裡的地，接著依序種下植物的種子，其中南瓜的種子在發芽結果後，小南瓜變成了山羌、大南瓜變成了梅花鹿、圓南瓜則變成了野豬；而他們把螃蟹放在家裡的水缸旁，讓牠挖掘地面變成湧泉、野雞則放在儲存穀物的桶子裡，每當牠啼叫就會有穀物從天而降、另外他們再把百步蛇放在門的左邊、蜈蚣放在門的右邊，讓牠們來守護家裡，他們的生活才終於轉好。

### 後代
後來兄妹倆長大之後結婚，生下了三個孩子：Valangato氏族的祖先巴督勞（Padungaw）、Pasara'at氏族祖先勞勞伊（Raurauy），以及名為卡莉卡莉（Kalikali）的女兒，他們後來因為閒空間不夠大而離開起源地巴拿巴拿樣（Panapanayan，位於知本部落南方、今太麻里鄉三和村南迴公路旁的海岸地），並且最開始建立南王部落。

### 其他版本
在另一個南王部落起源的傳說中，並沒有卡普又灣和塔都木洛兩個人，竹生始祖是直接生下巴督勞和勞勞伊、以及他們的姐妹間妻子巴雇絲雇絲（Pakuskus）與蘇瓦拉告（Sawalagaw），他們的女兒卡莉卡莉也沒有出現在此版本的神話中。

## 現代研究
研究者根據上述傳說內容，判斷南王部落的祖先在起源地的時候就已經習得了農業耕種的技術，而且還是從外族那裡學來的；而他們產下三位子女的版本，則很有可能是受到西哈西浩和陰牙美女德格勞（Dengeraw）生下三個孩子：巴薩卡拉（Basakara，男）、魯阿撒耀（Luasayaw，男）和菈里亨（Rarihen，女）的傳說所影響。